# 1993-as Formula–1 belga nagydíj
A belga nagydíj volt az 1993-as Formula–1 világbajnokság tizenkettedik futama.

## Futam
Belgiumban is verhetetlenek voltak a Williamsek az időmérő edzésen: Prost győzött Hill, Schumacher, Alesi és Senna előtt. A rajtnál Senna megelőzte Schumachert és Alesit is, míg Prost megtartotta a vezetést Hill előtt. Alesi felfüggesztési hiba miatt kiesett a 4. körben, Schumacher a 10. körben megelőzte Sennát. Mivel Prost boxkiállásánál probléma akadt, Hill és Schumacher is megelőzte. Hill győzött, ezzel a Williams bebiztosította a konstruktőri bajnoki címet, Schumacher második, Prost harmadik, Senna negyedik lett.
| Helyezés | #  | Versenyző            | Csapat/Motor          | Körök | Idő/Kiesés oka  | Rajthely | Pontszám |
| -------- | -- | -------------------- | --------------------- | ----- | --------------- | -------- | -------- |
| 1        | 0  | Damon Hill           | Williams-Renault      | 44    | 1:24:32,124     | 2        | 10       |
| 2        | 5  | Michael Schumacher   | Benetton-Ford         | 44    | +3,668          | 3        | 6        |
| 3        | 2  | Alain Prost          | Williams-Renault      | 44    | +14,988         | 1        | 4        |
| 4        | 8  | Ayrton Senna         | McLaren-Ford          | 44    | +1:39,763       | 5        | 3        |
| 5        | 12 | Johnny Herbert       | Lotus-Ford            | 43    | +1 kör          | 10       | 2        |
| 6        | 6  | Riccardo Patrese     | Benetton-Ford         | 43    | +1 kör          | 8        | 1        |
| 7        | 25 | Martin Brundle       | Ligier-Renault        | 43    | +1 kör          | 11       |          |
| 8        | 7  | Michael Andretti     | McLaren-Ford          | 43    | +1 kör          | 14       |          |
| 9        | 30 | Jyrki Järvilehto     | Sauber                | 43    | +1 kör          | 9        |          |
| 10       | 28 | Gerhard Berger       | Ferrari               | 42    | Ütközés         | 16       |          |
| 11       | 26 | Mark Blundell        | Ligier-Renault        | 42    | Ütközés         | 15       |          |
| 12       | 19 | Philippe Alliot      | Larrousse-Lamborghini | 42    | +2 kör          | 18       |          |
| 13       | 22 | Luca Badoer          | Lola-Ferrari          | 42    | +2 kör          | 24       |          |
| 14       | 21 | Michele Alboreto     | Lola-Ferrari          | 41    | +3 kör          | 25       |          |
| 15       | 3  | Katajama Ukjó        | Tyrrell-Yamaha        | 40    | +4 kör          | 23       |          |
| Kiesett  | 20 | Érik Comas           | Larrousse-Lamborghini | 37    | Üzemanyag pumpa | 19       |          |
| Kiesett  | 9  | Derek Warwick        | Footwork-Mugen-Honda  | 28    | Motorhiba       | 7        |          |
| Kiesett  | 29 | Karl Wendlinger      | Sauber                | 27    | Motorhiba       | 12       |          |
| Kiesett  | 4  | Andrea de Cesaris    | Tyrrell-Yamaha        | 24    | Motorhiba       | 17       |          |
| Kiesett  | 23 | Christian Fittipaldi | Minardi-Ford          | 15    | Kicsúszás       | 22       |          |
| Kiesett  | 24 | Pierluigi Martini    | Minardi-Ford          | 15    | Kicsúszás       | 21       |          |
| Kiesett  | 10 | Szuzuki Aguri        | Footwork-Mugen-Honda  | 14    | Váltó           | 6        |          |
| Kiesett  | 14 | Rubens Barrichello   | Jordan-Hart           | 11    | Kerékcsapágy    | 12       |          |
| Kiesett  | 27 | Jean Alesi           | Ferrari               | 4     | Felfüggesztés   | 4        |          |
| Kiesett  | 15 | Thierry Boutsen      | Jordan-Hart           | 0     | Váltó           | 20       |          |

## A világbajnokság élmezőnyének állása a verseny után
| H  | Versenyzők         | Pont | H  | Konstruktőrök    | Pont |
| -- | ------------------ | ---- | -- | ---------------- | ---- |
| 1. | Alain Prost        | 81   | 1. | Williams-Renault | 129  |
| 2. | Ayrton Senna       | 53   | 2. | Benetton-Ford    | 60   |
| 3. | Damon Hill         | 48   | 3. | McLaren-Ford     | 56   |
| 4. | Michael Schumacher | 42   | 4. | Ligier-Renault   | 21   |
| 5. | Riccardo Patrese   | 18   | 5. | Ferrari          | 14   |

## Statisztikák
Vezető helyen:
- Alain Prost: 30 (1-30)
- Damon Hill: 14 (31-44)

Damon Hill 2. győzelme, Alain Prost 31. pole-pozíciója, 40. (R) leggyorsabb köre.
- Williams 70. győzelme.

Thierry Boutsen 164., utolsó versenye.